# Вісконсин Деллс
Вісконсин Деллс (англ. Wisconsin Dells) — місто (англ. city) в США, в округах Колумбія, Сок і Адамс на півдні центральної частини штату Вісконсин. Населення — 2942 особи (2020).
Місто часто іменується як «Світовий центр водних розваг» (англ. "Waterpark Capital of the World"), оскільки в районі Вісконсин Деллс розташоване багато як критих, так і відкритих аквапарків. У місті побудований найбільший відкритий аквапарк в США: «Noah's Ark» (з англ.: «Ноїв Ковчег»), найбільший критий аквапарк Америки «Wilderness Territory».
Щорічно місто відвідують близько 5 млн відпочивальників.

## Фотографії

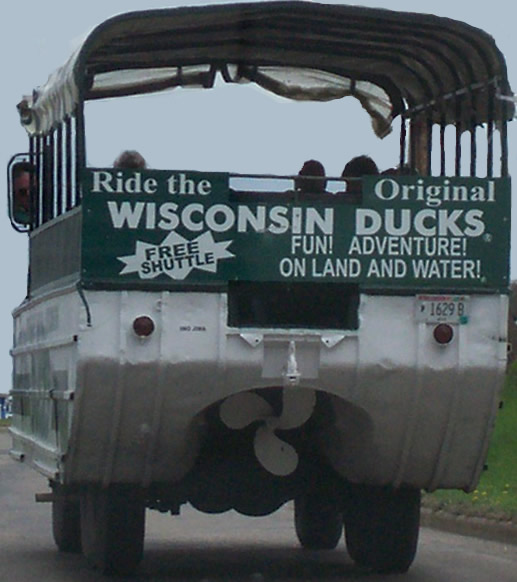
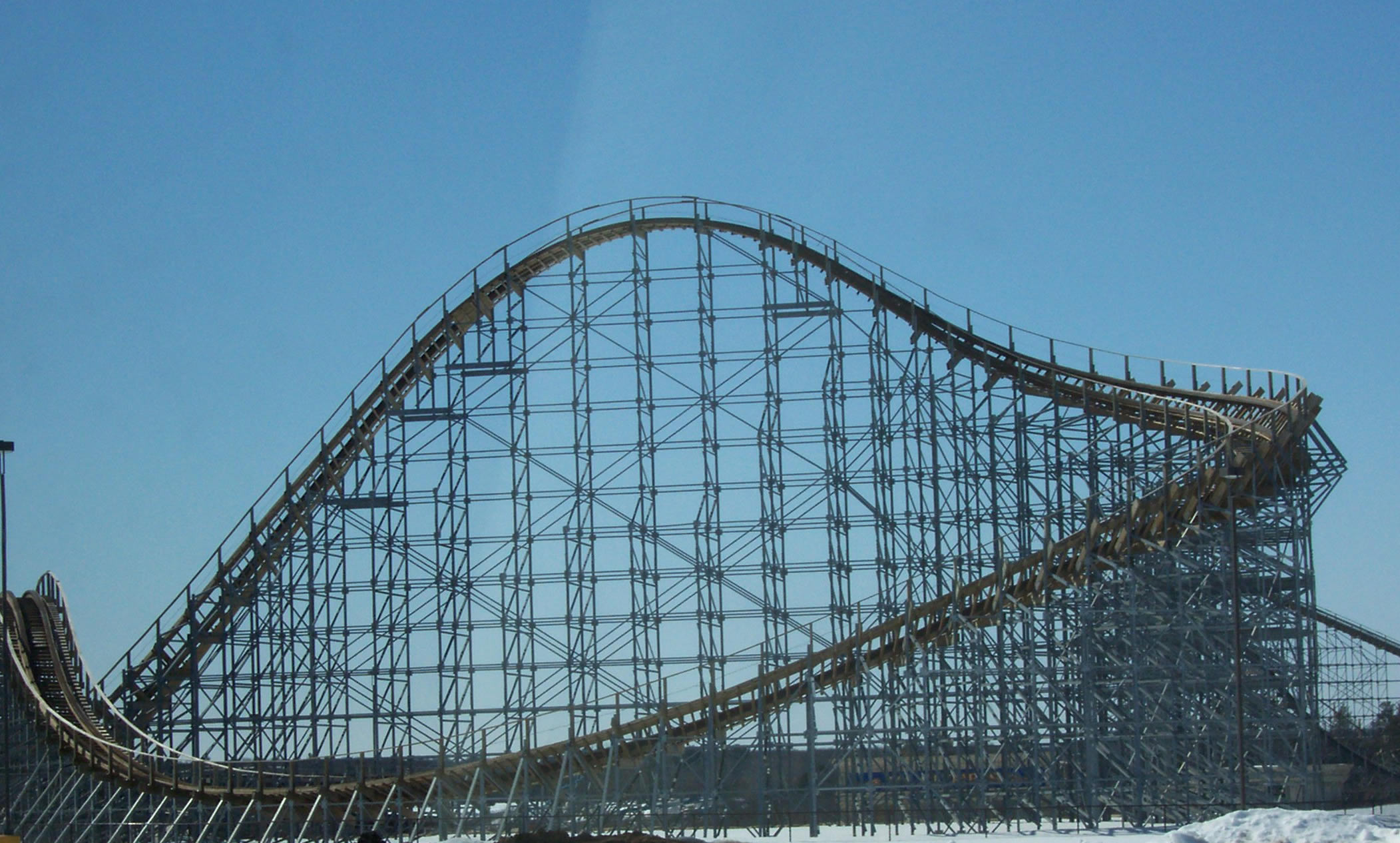
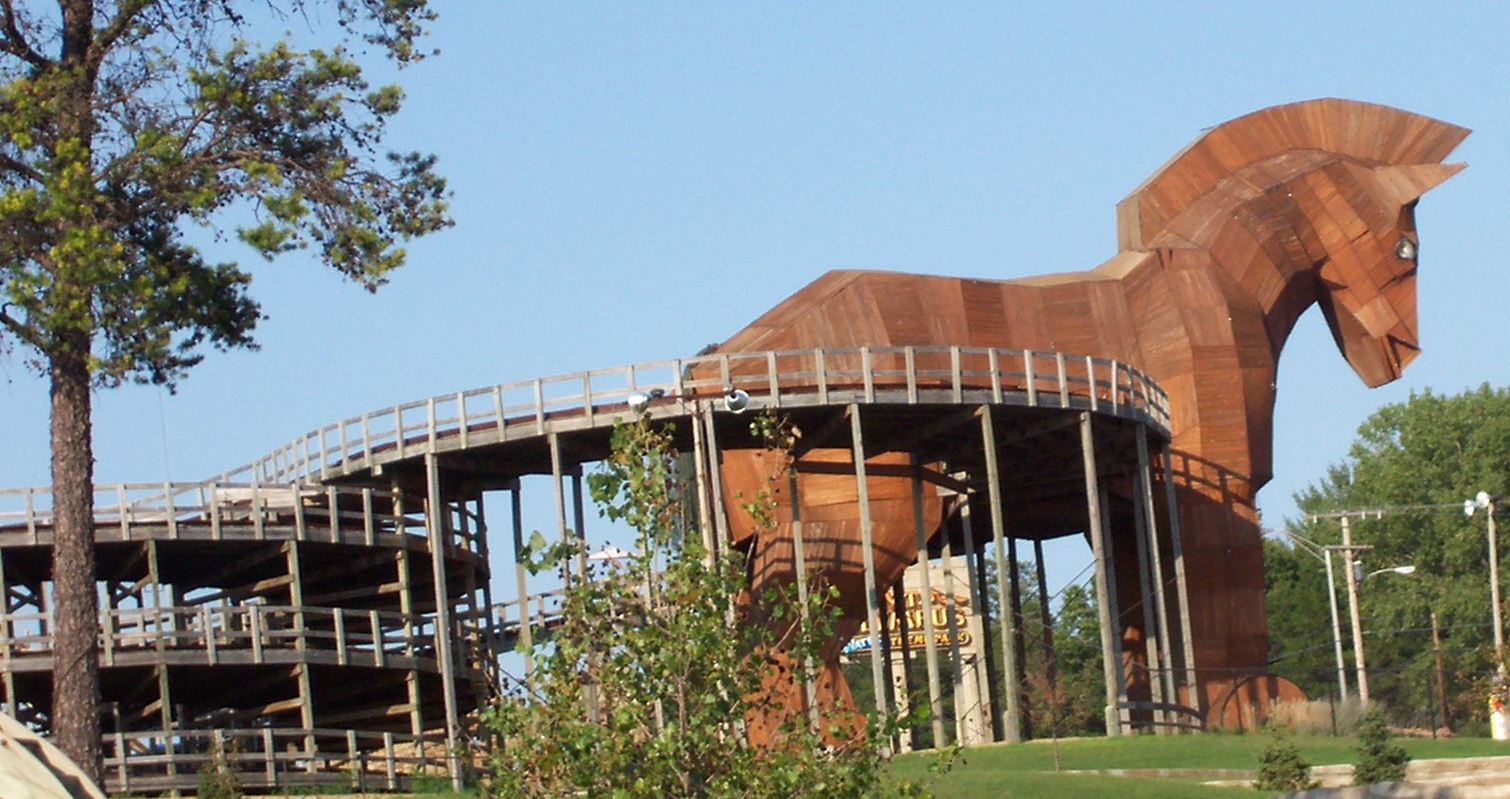
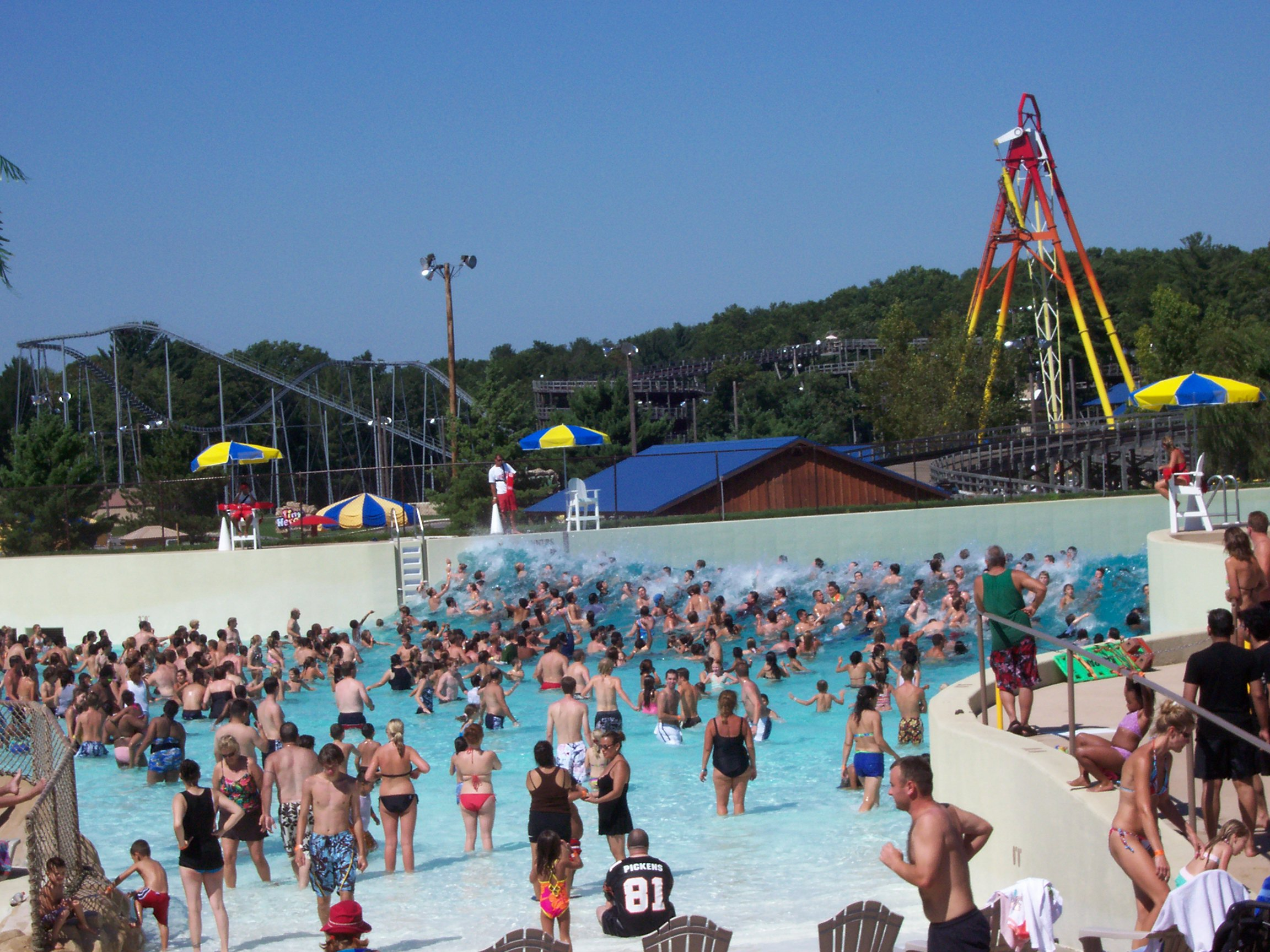

## Географія
Вісконсин Деллс розташований за координатами 43°38′6″ пн. ш. 89°46′57″ зх. д. / 43.63500° пн. ш. 89.78250° зх. д. (43.635113, -89.782479). За даними Бюро перепису населення США в 2010 році місто мало площу 20,03 км², з яких 19,07 км² — суходіл та 0,97 км² — водойми. В 2017 році площа становила 21,20 км², з яких 20,31 км² — суходіл та 0,89 км² — водойми.

### Клімат
| Клімат : Вісконсин Деллс | Клімат : Вісконсин Деллс | Клімат : Вісконсин Деллс | Клімат : Вісконсин Деллс | Клімат : Вісконсин Деллс | Клімат : Вісконсин Деллс | Клімат : Вісконсин Деллс | Клімат : Вісконсин Деллс | Клімат : Вісконсин Деллс | Клімат : Вісконсин Деллс | Клімат : Вісконсин Деллс | Клімат : Вісконсин Деллс | Клімат : Вісконсин Деллс | Клімат : Вісконсин Деллс |
| Показник                 | Січ.                     | Лют.                     | Бер.                     | Квіт.                    | Трав.                    | Черв.                    | Лип.                     | Серп.                    | Вер.                     | Жовт.                    | Лист.                    | Груд.                    | Рік                      |
| Абсолютний максимум, °C  | 13,3                     | 17,8                     | 28,9                     | 32,8                     | 33,9                     | 37,2                     | 45,6                     | 38,9                     | 36,7                     | 32,2                     | 24,4                     | 17,2                     | 45,6                     |
| Середній максимум, °C    | −2,8                     | −0,2                     | 6,4                      | 14,4                     | 21,0                     | 25,9                     | 28,0                     | 26,8                     | 22,3                     | 15,3                     | 6,8                      | −0,7                     | 13,7                     |
| Середній мінімум, °C     | −13,8                    | −11,7                    | −5,8                     | 0,6                      | 6,8                      | 12,3                     | 14,8                     | 13,8                     | 8,8                      | 2,1                      | −3,9                     | −10,9                    | 1,1                      |
| Абсолютний мінімум, °C   | −41,7                    | −38,3                    | −33,9                    | −15                      | −5,6                     | −0,6                     | 5,0                      | 2,2                      | −4,4                     | −12,8                    | −23,9                    | −32,8                    | −41,7                    |
| Норма опадів, мм         | 23                       | 27                       | 47                       | 86                       | 94                       | 123                      | 106                      | 110                      | 89                       | 60                       | 52                       | 36                       | 852                      |
| Днів з опадами           | 4,7                      | 4,6                      | 6,8                      | 9,4                      | 10,2                     | 9,9                      | 8,7                      | 8,5                      | 8,7                      | 8,7                      | 6,9                      | 7,0                      | 94,2                     |
| Днів зі снігом           | 5,3                      | 4,2                      | 2,5                      | ,8                       | 0                        | 0                        | 0                        | 0                        | 0                        | ,1                       | 1,8                      | 5,3                      | 20                       |
| ------------------------ | ------------------------ | ------------------------ | ------------------------ | ------------------------ | ------------------------ | ------------------------ | ------------------------ | ------------------------ | ------------------------ | ------------------------ | ------------------------ | ------------------------ | ------------------------ |
| Джерело: NOAA            |                          |                          |                          |                          |                          |                          |                          |                          |                          |                          |                          |                          |                          |

## Демографія
Згідно з переписом 2010 року, у місті мешкало 2678 осіб у 1148 домогосподарствах у складі 659 родин. Густота населення становила 134 особи/км². Було 1485 помешкань (74/км²).
Расовий склад населення:
| - 91,5 % — білих - 1,8 % — корінних американців - 0,8 % — азіатів - 0,7 % — чорних або афроамериканців - 0,1 % — вихідців з тихоокеанських островів - 3,3 % — осіб інших рас |

До двох чи більше рас належало 1,8 %. Частка іспаномовних становила 7,4 % від усіх жителів.
За віковим діапазоном населення розподілялося таким чином: 20,6 % — особи молодші 18 років, 61,7 % — особи у віці 18—64 років, 17,7 % — особи у віці 65 років та старші. Медіана віку мешканця становила 40,3 року. На 100 осіб жіночої статі у місті припадало 98,4 чоловіків; на 100 жінок у віці від 18 років та старших — 98,7 чоловіків також старших 18 років.
Середній дохід на одне домашнє господарство становив 67 115 доларів США (медіана — 44 688), а середній дохід на одну сім'ю — 71 827 доларів (медіана — 55 038). За межею бідності перебувало 16,7 % осіб, у тому числі 40,2 % дітей у віці до 18 років та 3,3 % осіб у віці 65 років та старших.
Цивільне працевлаштоване населення становило 1152 особи. Основні галузі зайнятості: мистецтво, розваги та відпочинок — 44,4 %, освіта, охорона здоров'я та соціальна допомога — 13,1 %, роздрібна торгівля — 8,9 %, виробництво — 8,7 %.